# Michael Brocker
Michael Brocker (* 21. September 1958 in Duisburg) ist ein ehemaliger deutscher Fußballspieler.

## Karriere
Michael Brocker, Sohn von Günter Brocker, spielte bis 1977 in der Jugend des MSV Duisburg. Später spielte er für die Profimannschaft. Dort gab er sein Debüt in der Bundesliga in der Saison 1978/79 beim Auswärtsspiel gegen Werder Bremen, als ihn Trainer Rolf Schafstall in der Startelf aufbot. Nach dieser Saison und fünf weiteren Spielen in der Bundesliga wechselte Brocker in die 2. Bundesliga zu Rot-Weiß Oberhausen. Mit den Kleeblättern stieg er 1981 aus der zweiten Liga in die Oberliga Nordrhein ab. Unter Trainer Friedel Elting kam er in den folgenden zwei Jahren auf 55 Oberligaspiele (fünf Tore); mit RWO stieg er in der Saison 1982/83 wieder in die 2. Bundesliga auf. Michael Brocker spielte noch bis 1986 für Oberhausen. Anschließend lief er bis 1990 für den Oberligisten Hamborn 07 auf.